# Yuji Iida
Yuji Iida (født 7. juli 1992) er en tidligere japansk fodboldspiller.
Han har spillet for flere forskellige klubber i sin karriere, herunder Mito HollyHock.